# OFK Mladost Donja Gorica
OFK Mladost Donja Gorica (czarnog. Омладински фудбалски клуб Младост Доња Горица / Omladinski fudbalski klub Mladost Donja Gorica) – czarnogórski klub piłkarski, mający siedzibę w południowo-zachodniej dzielnicy Podgoricy o nazwie Donja Gorica, w środku kraju, grający od sezonu 2025/26 w rozgrywkach Prvej ligi.

## Historia
Chronologia nazw:
- 2019: OFK Mladost Donja Gorica (czarnog. ОФК Младост ДГ)

Klub piłkarski Mladost DG został założony w Podgoricy w 2019 roku. Powstał dzięki współpracy z FK Podgorica jako klub partnerski, w którym grali młodsi zawodnicy, jednak później współpraca została zerwana i zespół kontynuował rywalizację jako klub niezależny. W sezonie 2019/20 zespół startował w rozgrywkach Trzeciej ligi Centar (D3). Zwyciężył w grupie, ale w barażach o awans przegrał z FK Igalo i FK Berane. W następnym sezonie 2020/21 znów wygrał grupę i w barażach tym razem pokonał kluby FK Cetinje i FK Petnjica, zapewniając sobie miejsce w Drugiej lidze. Sezon 2021/22 zakończył na trzeciej pozycji, ale potem przegrał 1:4, 2:1 playoff z Rudar Pljevlja. W sezonie 2022/23 zespół zdobył mistrzostwo drugiej ligi i wywalczył historyczny awans do Pierwszej ligi.

## Barwy klubowe, strój, herb, hymn
|  |  |

Klub ma barwy czerwono-żółte. Zawodnicy domowe spotkania zazwyczaj grają w czerwonych koszulkach, czerwonych spodenkach oraz żółtych getrach.

## Sukcesy

### Trofea międzynarodowe
Nie uczestniczył w rozgrywkach europejskich (stan na 31-05-2023).

### Trofea krajowe
| \| \| Zdobyte trofea w rozgrywkach Czarnogóry (stan na: 31-05-2023) \| |                                                               |      |          |
| Rozgrywki                                                              | Osiągnięcie                                                   | Razy | Sezon(y) |
| Mistrzostwo                                                            | I miejsce                                                     | 0    |          |
| Mistrzostwo                                                            | II miejsce                                                    | 0    |          |
| Mistrzostwo                                                            | III miejsce                                                   | 0    |          |
| Mistrzostwo                                                            | ?.miejsce                                                     | 1    | 2023/24  |
| Puchar                                                                 | zdobywca                                                      | 0    |          |
| Puchar                                                                 | finalista                                                     | 0    |          |
| Puchar                                                                 | 1/8 finału                                                    | 1    | 2022/23  |
| II liga                                                                | I miejsce                                                     | 1    | 2022/23  |
| II liga                                                                | II miejsce                                                    | 0    |          |
| II liga                                                                | III miejsce                                                   | 3    | 2021/22  |
| Czarnogóra                                                             | Zdobyte trofea w rozgrywkach Czarnogóry (stan na: 31-05-2023) |      |          |

- Treća liga Centar (D3):
  - mistrz (2x): 2019/20, 2020/21

## Poszczególne sezony

### Rozgrywki międzynarodowe

#### Europejskie puchary
Nie uczestniczył w rozgrywkach europejskich.

### Rozgrywki krajowe
| \| Czarnogóra \| Bilans występów klubu w rozgrywkach piłkarskich Czarnogóry (Stan na 31 maja 2023 r.) \| \| |                                                                                      |        |       |   |   |   |    |    |     |            |        |        |      |
| Poziom | Rozgrywki                                                                            | Sezony | Mecze | Z | R | P | B+ | B– | Pkt | Lata       | Awanse | Spadki | Naj. |
| I | Prva liga                                                                            | 1      |       |   |   |   |    |    |     | od 2023    | 0      | 0      | ?    |
| II | Druga liga                                                                           | 2      |       |   |   |   |    |    |     | 2021–2023  | 1      | 0      | 1    |
| III | Treća liga                                                                           | 2      |       |   |   |   |    |    |     | 2019–2021  | 1      | 0      | 1    |
| | Puchar Czarnogóry                                                                    | 2      |       |   |   |   |    |    |     | od 2019/20 | 0      | 0      | 1/8  |
| Czarnogóra                                                                                                  | Bilans występów klubu w rozgrywkach piłkarskich Czarnogóry (Stan na 31 maja 2023 r.) |        |       |   |   |   |    |    |     |            |        |        |      |

## Piłkarze, trenerzy, prezydenci i właściciele klubu

### Piłkarze

#### Aktualny skład zespołu
Stan na1 października 2023
| Nr | Poz. | Piłkarz          |
| -- | ---- | ---------------- |
| 1  | BR   | Nikola Ivanović  |
| 2  | OB   | Luka Boričić     |
| 3  | OB   | Stefan Radinović |
| 4  | OB   | Luka Bulatović   |
| 5  | OB   | Jovan Vujisić    |
| 6  | OB   | Zurab Gigaszwili |
| 7  | NA   | Milos Perović    |
| 8  | PO   | Jovan Popović    |
| 9  | NA   | Bogdan Milić     |
| 10 | PO   | Dusan Vuković    |
| 11 | PO   | Caio             |
| 12 | BR   | Ilija Misurović  |
| 13 | PO   | Jeong Sang-won   |
| 14 | OB   | Ljubomir Pejović |

| Nr | Poz. | Piłkarz                            |
| -- | ---- | ---------------------------------- |
| 15 | OB   | Aleksandar Šofranac                |
| 16 | PO   | Nikola Radusinović                 |
| 18 | OB   | Matije Badnjar                     |
| 19 | PO   | Zeljko Krstović                    |
| 20 | NA   | Faver Ramiréz                      |
| 21 | NA   | Boris Dosljak                      |
| 22 | OB   | Aleksandar Vlahović                |
| 25 | BR   | Miloš Dragojević (wyp.z Budućnost) |
| 26 | PO   | Abdulsamed Abdullahi               |
| 27 | PO   | Viktor Pavicević                   |
| 29 | NA   | Aleksa Maras                       |
| 30 | NA   | Marko Jukić                        |
|    | NA   | Sávio Oliveira                     |

### Trenerzy
...
- 2021–31.08.2023:  Derviš Hadžiosmanović
- od 31.08.2023:  Marko Šćepanović

## Struktura klubu

### Stadion
Klub piłkarski rozgrywa swoje mecze domowe na stadionie DG Arena w Podgoricy, który może pomieścić 4.300 widzów.

## Kibice i rywalizacja z innymi klubami

### Derby
- FK Budućnost Podgorica
- FK Podgorica
- Kom Podgorica
- OFK Titograd Podgorica